# Mont Patti
Le mont Patti est une montagne de 458 m d'altitude et une attraction touristique à Lokoja, au Nigeria. Il est célèbre pour être le lieu où la journaliste et écrivaine britannique Flora Louise Shaw (plus tard Flora Lugard) a donné son nom au Nigeria.

## Toponymie
Le nom « Patti » est un mot nupe signifiant « colline ».

## Histoire

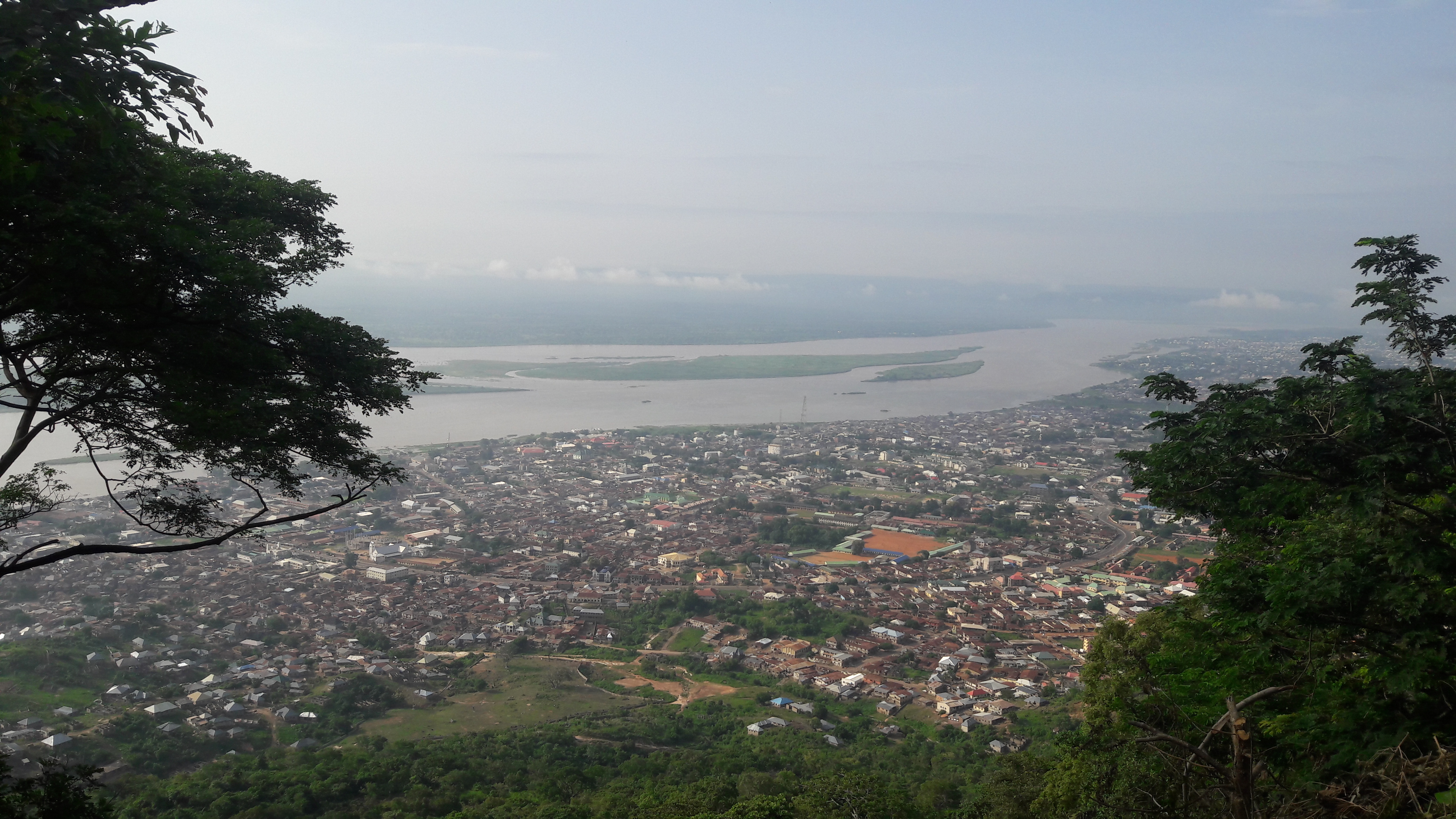
Vue au sommet du mont Patti vers Lokoja et les deux plus grands cours d'eau du Nigeria.

Le nom « Nigeria » a été inventé par Flora Shaw en 1914 en regardant Lokoja du haut du mont Patti. Cela lui est venu à l'esprit à cause de la vue sur le fleuve Niger et la Bénoué, à 6 kilomètres du mont.
Dans un essai paru pour la première fois dans le Times le 8 janvier 1897, Shaw a suggéré le nom de Nigeria pour le protectorat britannique sur le fleuve Niger. Dans son essai, Shaw a plaidé en faveur d'un terme plus court qui serait utilisé pour « l'agglomération d'États païens et mahométans » pour remplacer le titre officiel de « Territoires de la Compagnie royale du Niger ». Elle pensait que le terme « Territoires de la Société royale du Niger » était trop long pour être utilisé comme nom d'un bien immobilier sous la société commerciale dans cette partie de l'Afrique. Elle était à la recherche d'un nouveau nom et elle a inventé le « Nigeria ».
Dans le Times du 8 janvier 1897, elle écrit : « Le nom de Nigeria s'appliquant à aucune autre partie de l'Afrique peut sans offenser aucun voisin être accepté comme coextensif avec les territoires sur lesquels la Compagnie royale du Niger a étendu l'influence britannique, et peut servir à les différencier également des colonies de Lagos et du protectorat du Niger sur la côte et des territoires français du Haut Niger. »
En 1900, le gouverneur général du protectorat du Nord et du Sud du Nigeria, Frederick Lugard et d'autres dirigeants coloniaux résidaient dans leur bureau et leur lieu de repos sur la montagne, le sommet du mont étant fermé au fleuve Niger et à la rivière Bénoué[pas clair],,,.
La première école primaire du Nord du Nigeria y avait été construite en 1865.

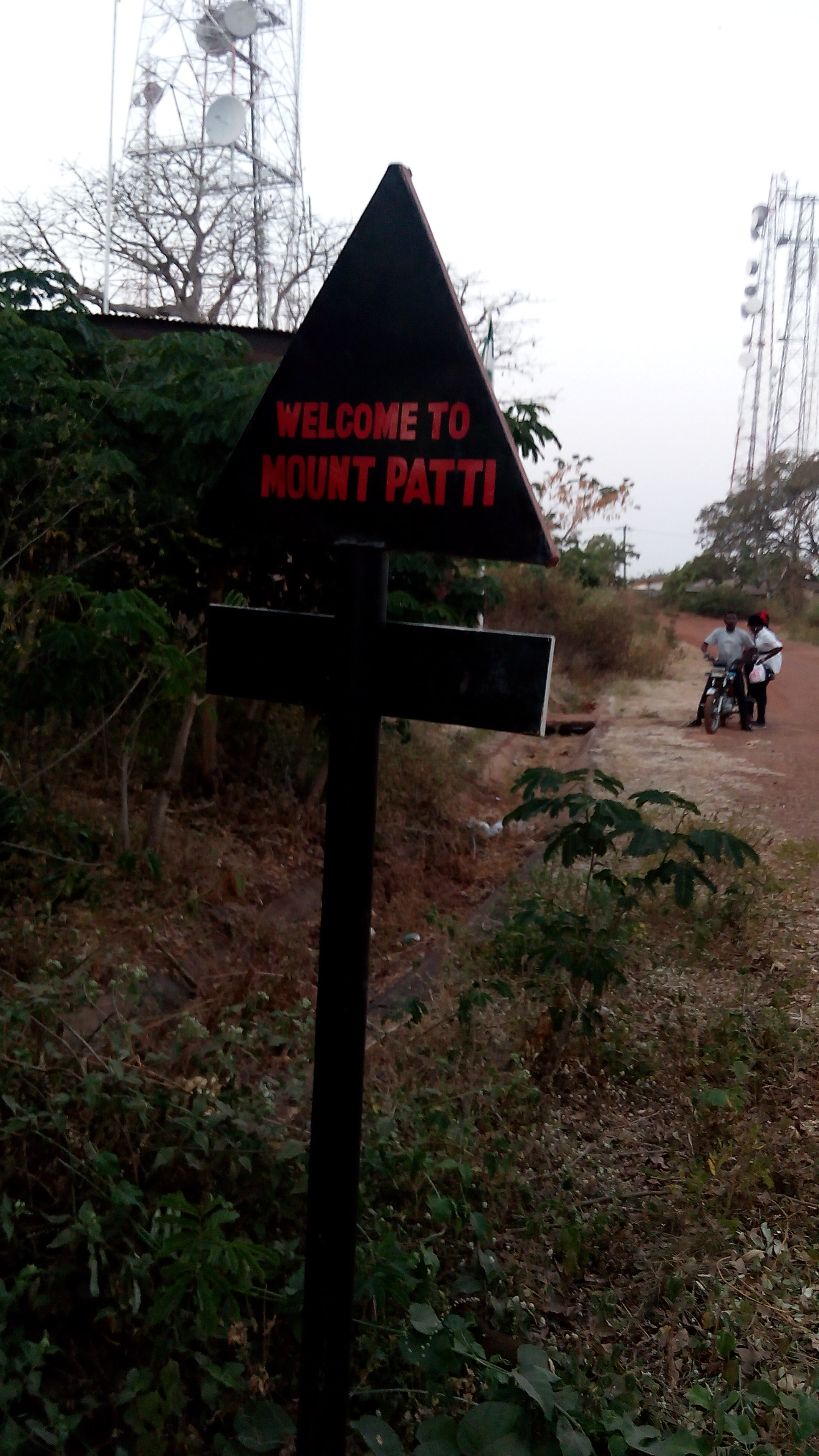
Portail d'entrée sur l'itinéraire du mont Patti.
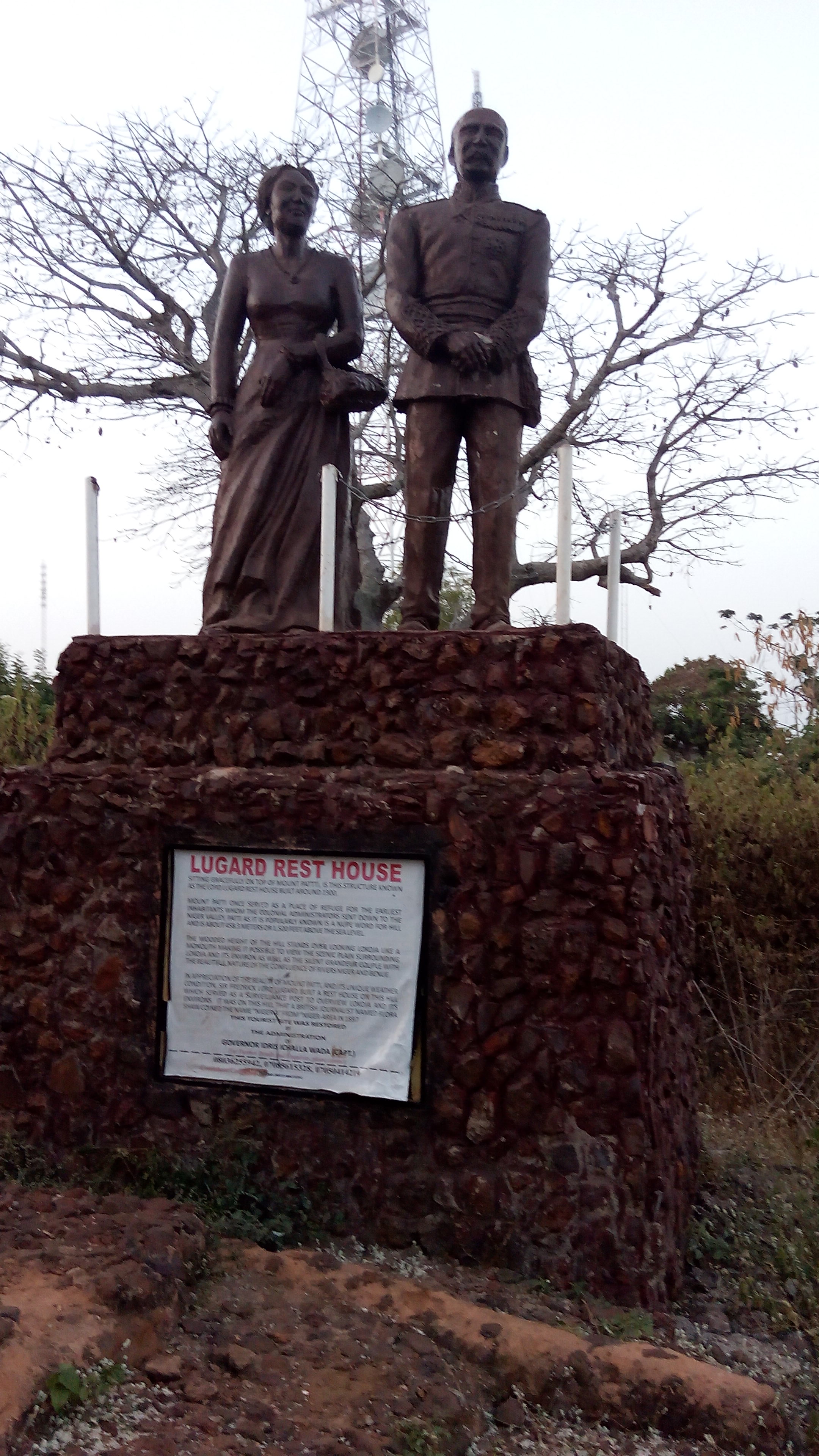
Statue de Frederick Lugard et Lady Lugard datant de 1950.